# Oude Oost-Euraziaten
Oude Oost-Euraziaten (Ancient East Eurasian, AEA) is in de populatiegenomica de naam gebruikt om de genetische afkomst en fylogenetische verwantschap te beschrijven van diverse populaties die voornamelijk in de Azië-Pacifische regio leven, behorend tot de Oost-Euraziatische clade van de menselijke genetische diversiteit. Ze kan worden geassocieerd met de Initieel laatpaleolithische (Initial Upper Paleolithic, IUP) verspreiding, volgend op de migratie uit Afrika ten minste 60.000 BP. 

## Vroege verspreidingen

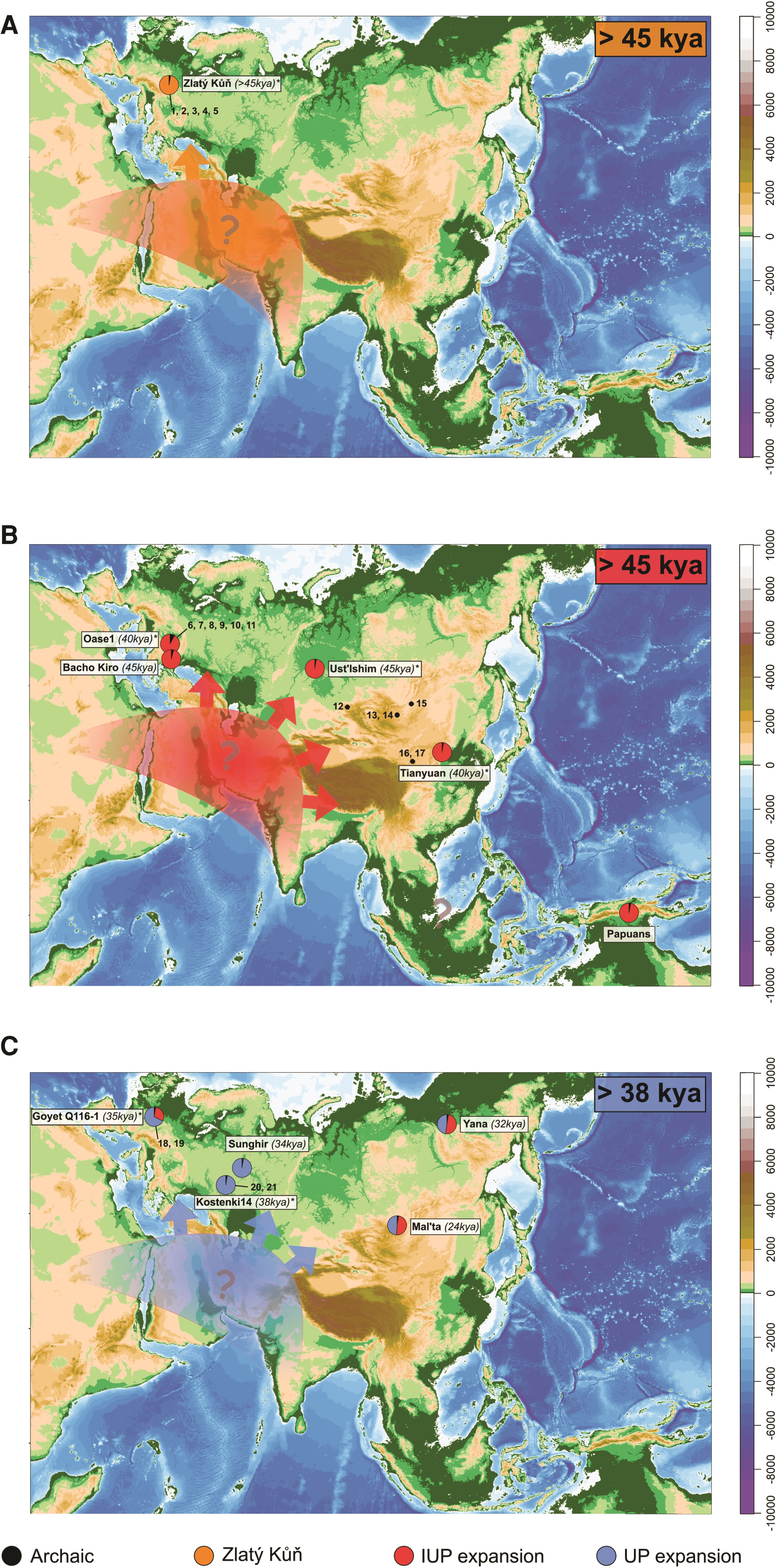
Herhaalde uitbreidingen in Eurazië vanuit een populatiehub OoA. Representatieve monsters, gedateerd tussen 45 en 40.000 BP in Eurazië, kunnen worden toegeschreven aan een bevolkingsverplaatsing met uniforme genetische kenmerken en materiële cultuur, consistent met een IUP-affiliatie.

Er wordt aangenomen dat de oude Oost-Euraziaten, moderne mensen uit de initieel laatpaleolithische golf, zich ongeveer 48.000 BP hebben afgesplitst van de oude West-Euraziaten vanuit een bevolkingscentrum waarschijnlijk op het Hoogland van Iran, en zich minstens 45.000 BP over Eurazië hebben verspreid via een stervormig expansiepatroon. 
De oude Oost-Euraziaten begonnen al 45.000 BP onderling te diversifiëren. Deze diversificatie kan mogelijk verband houden met de ontwikkeling van twee belangrijke IUP-gelieerde typen materiële cultuur: microkling en 'kern & afslag' (Core and Flake, CAF-assemblages). Specifieke IUP-populaties, vertegenwoordigd door exemplaren gevonden in Europa, Centraal-Azië en Siberië, zoals de Oest-Isjimmens, Batsjo Kiro, Oase 2 en Kara-Bom, die in verband worden gebracht met de verspreiding van microkling-vindplaatsen, zouden binnenlandse routes noordwaarts naar Eurazië hebben gebruikt. Daarentegen wordt aangenomen dat IUP-populaties, vertegenwoordigd door exemplaren die zijn gevonden in Oceanië, Zuid-, Zuidoost- en Oost-Azië, zoals de Tianyuanmens, die in verband worden gebracht met de verspreiding van 'kern- en afslag'-locaties, een zuidelijke verspreidingsroute hebben gebruikt langs de zuidkust van Azië. 
De IUP-populaties die zich via de zuidelijke verspreidingsroute uitbreidden, worden beschouwd als de voorouders van alle moderne Oost-Euraziatische populaties (ook wel "Oost-Euraziatische Kern" genoemd, East Eurasian Core, EEC). De EEC-populaties diversifieerden zich vervolgens vanuit Zuid- en Zuidoost-Azië minstens 40.000 BP snel, en werden de voorouders van moderne populaties in Oost-Eurazië, Oceanië en Amerika, met name Oost-Aziaten, Zuidoost-Aziaten, inheemse Siberiërs, Australische Aborigines, Papoea's, Pacifische Eilandbewoners, Indianen en deels Zuid- en Centraal-Aziaten. Zuid-Azië heeft mogelijk gefungeerd als centraal punt voor de bevolking van Oost-Azië en Australazië. 

## Oost-Euraziatische lijnen
Belangrijke Oost-Euraziatische afstammingslijnen die hebben bijgedragen aan de moderne menselijke populaties zijn onder meer de volgende: 
- Voorouderlijk Australaziatisch (Ancestral Australasian, AA) verwijst naar een voorouderlijke bevolking die voornamelijk heeft bijgedragen aan de menselijke bevolking in de regio van Australië, Nieuw-Guinea, Nieuw-Zeeland, Melanesië en delen van de Filipijnen. Vertegenwoordigd door hedendaagse Australaziaten als Papoea's en Aboriginal Australiërs, evenals de Filipijnse Aeta.
- Oud voorouderlijk Zuid-Indiaas (Ancient Ancestral South Indian, (AASI), een voorouderlijke bevolking die voornamelijk bijdroeg aan de inheemse Zuid-Aziaten. Gedeeltelijk vertegenwoordigd door 5.000 - 1.500 jaar oude Indus-periferie-individuen, evenals moderne Zuid-Aziaten. De hoogste aanwezigheid onder tribale groepen in Zuid-India zoals de Paniya en Irula. Hoewel de lijn soms wordt vertegenwoordigd door de ver verwante Andamanezen, die dienen als een onvolmaakte proxy, staan de Andamanezen genetisch dichter bij de basaal Oost-Aziatische Tianyuan-man, of vertegenwoordigen een zeer vroege divergentie op de Australaziatische tak.
- Oost- en Zuidoost-Aziatisch (East and Southeast Asian, ESEA), een voorouderlijke bevolking die voornamelijk bijdroeg aan mensen in Oost- en Zuidoost-Azië, een groot deel van Ver-Oceanië, evenals Siberië en Noord- en Zuid-Amerika. Vertegenwoordigd door oude Tianyuan- en Hoabinhian-individuen, oude zuidelijke Oost-Aziaten en Oude noordelijke Oost-Aziaten.

De Australaziatische, Oud voorouderlijk Zuid-Indiase en Oost- en Zuidoost-Aziatische lijnen vertonen een nauwere genetische verwantschap met elkaar dan met welke niet-Aziatische lijnen dan ook, en staan ook dichter bij elkaar dan bij de vroege Oost-Euraziatische IUP-lijnen (Batsjo Kiro etc.), en vertegenwoordigen samen de belangrijkste takken van een Aziatisch-gerelateerde afstamming die >40.000 jaar divergeerde. De Australaziatische lijn ontving echter een hogere archaïsche vermenging in de regio Oceanië, en kan ook enkele kleine hoeveelheden "xOoA" (xOut of Africa)-vermenging bevatten, een hypothetische eerdere menselijke verspreiding die niet bijdroeg aan andere menselijke populaties. Als alternatief kunnen de Australaziërs worden beschreven als bijna gelijke vermenging tussen een basaal Oost-Aziatische bron (vertegenwoordigd door Tianyuan of de Onge) en een diepere Oost-Euraziatische lijn die nog niet is bemonsterd. 
Sporen van een niet-bemonsterde, diep vertakte Oost-Euraziatische afstammingslijn kunnen worden waargenomen in het genoom van oude en moderne bewoners van het Tibetaans Hoogland. Hoewel de moderne Tibetanen hun afstamming grotendeels ontlenen aan een bron in Noordoost-Azië (oude noordelijke Oost-Aziaten, Ancient Northern East Asian, met name landbouwers langs de Gele Rivier), is er een kleine, maar significante bijdrage uit een diep vertakte Oost-Euraziatische spookpopulatie die zich onderscheidde van andere diep vertakte afstammingslijnen zoals Oest-Isjim, Hoabinhian/Onge of Tianyuan, en die de laatpaleolithische bevolking van het Tibetaanse Plateau vertegenwoordigde. De overblijfselen van een 7.100 jaar oud exemplaar uit Yunnan, bekend als Xingyi_EN, bleken een nieuwe, diep vertakte basaal-Aziatische afstammingslijn te vertegenwoordigen, nauw verwant aan de afgeleide spookvoorouders onder Tibetanen. 
Dieper IUP-geassocieerde Oost-Euraziatische afstammingslijnen zijn in verband gebracht met de overblijfselen van de Oase- en Batsjo Kirogrot in Zuidoost-Europa en vertegenwoordigden een binnenlandse migratie noordwaarts in verband met de verspreiding van IUP-materiële cultuur, sterk gedivergeerd van alle andere Oost-Euraziatische populaties. Deze diepe Oost-Euraziatische populaties droegen niet significant bij aan latere Euraziatische populaties, behalve variabele hoeveelheden genenstroom naar latere laatpaleolithische Europese groepen zoals het Goyetgrotten-specimen (GoyetQ116-1; c. 17-23%) geassocieerd met het Aurignacien, of het Soengir-specimen (c. 0-14%) geassocieerd met het Gravettien (via Aurignacien-genenstroom). Daarentegen vertoonde het laatpaleolithische Kostenki-14-specimen geen bewijs voor IUP-verwandte vermenging.
Een diepe IUP-gelieerde afstammingslijn kan ook hebben bijgedragen aan de afstamming (tot 39%) van de Tianyuanmens, wat de affiniteit tussen Tianyuan en GoyetQ116-1, GoyetQ116-1 en BachoKiro_IUP verklaart. Dit gevarieerde Oost-Euraziatische substraat aangetroffen bij GoyetQ116-1 kan wijzen op nog onbeschreven complexiteiten binnen de IUP-populatietak. De afstammingslijn kan ook gelieerd zijn aan IUP-vindplaatsen in Siberië en Noordwest-China, maar er zijn nog geen archeogenetische gegevens voor deze vindplaatsen beschikbaar. 
De exacte relatie van de Oest-Isjimmens uit Siberië tot andere IUP/Oost-Euraziatische afstammingslijnen is nog niet goed opgehelderd. De Oest-Isjimmens vormt een bijna trifuricatie tussen de West-Euraziatische (Kostenki-14) en IUP/Oost-Euraziatische afstammingslijnen, maar deelt een korte periode van evolutionaire drift met de Oost-Euraziatische afstammingslijnen. Er wordt aangenomen dat de Oest-Isjim-afstammingslijn geen voorouders heeft bijgedragen aan de moderne menselijke populaties. 